# 나카이 요시키
나카이 요시키(일본어: 中井 義樹, 1983년 1월 4일 ~ )는 일본의 전 축구 선수이다.

## 구단 경력
과거 세레소 오사카, 더스파 구사쓰에서 활동하였다.